# Disco no Tamago
Disco no Tamago (ディスコの卵?) è il sesto album in studio della band giapponese Gesu no Kiwami Otome. La distribuzione digitale è avvenuta il 22 maggio 2024 mentre il rilascio del formato fisico è avvenuto il 3 luglio 2024 per la TACO RECORDS.

## Background
Disco no Tamago è stato pubblicato dopo circa 4 anni dal precedente album Sutorīmingu, CD, Rekōdo (ストリーミング、CD、レコード?) sempre con l'etichetta indipendente TACO RECORDS. Come suggerisce il titolo, contiene molte canzoni in 4/4 in stile disco music.

## Tracce
Testi e musiche di Enon Kawatani.
1. Funky Night[2] – 3:17
2. ゴーストディスコ (Gōsuto disuko?) – 3:26
3. シアラ (Shiara?) – 3:57
4. 悪夢のおまけ (Akumu no omake?)[3] – 2:53
5. 晩春 (Banshun?) – 3:49
6. 作業用ディスコ (Sagyō-yō disuko?) – 2:32
7. YDY[4] – 4:19
8. DJ卵 (DJ tamago?) – 3:19
9. スローに踊るだけ (Surō ni odoru dake?)[5] – 3:28
10. 歌舞伎乙女 (Kabuki Otome?) – 4:46
11. ドーパミン (Dōpamin?)[6] – 2:53
12. Gut Feeling – 2:32
13. 作業用ローファイ (Sagyō-yō rōfai?) – 2:33
14. ハードモード (Hādo mōdo?) – 4:16